# Joan Antoni Poch i Goicoetxea
|  | «JAP» redirigeix aquí. Vegeu-ne altres significats a «JA Prestwich Industries Ltd». |

Joan Antoni Poch i Goicoetxea conegut sobre el seu pseudònim en JAP (Girona, 27 de juny de 1958) és un il·lustrador, ninotaire i professor català.

## Biografia
És llicenciat en filologia catalana de la Universitat Autònoma de Barcelona el 1981. Ha estat catedràtic, cap d'estudis i director (2004-2012) de l'Institut Ramon Muntaner de Figueres. Com a dibuixant es reconeix la influència de la seva mare, la catedràtica de dibuix de l'Institut Vicens Vives de Girona, Maria Lluïsa Goicoechea. Des del 1980 ha publicat diàriament «La punxa d'en JAP» a El Punt Avui. Es tracta d'un acudit d'una sola vinyeta, de caràcter satíric, còmic o didàctic, que és tingut sovint per una veritable editorial del diari. Ha estat il·lustrador d'una quarantena d'obres de literatura juvenil, sobretot de les escrites per Maria Àngels Gardella i Quer, la seva muller.
JAP també ha col·laborat en moltes altres iniciatives relacionades amb l'humor gràfic. Autor també de dos àlbums del personatge El Puntet al setmanari Presència, els seus acudits han estat recollits a diversos llibres antològics, com ara Tretze anys i un dia, Quina por, etc. Premiat amb l'Àngel de Girona, la seva obra ha estat excusa per fer diverses exposicions.
JAP va publicar en el diari El Punt Avui un acudit sobre l'accident del tren Alvia a Galícia on van morir 78 persones on relacionava el cas amb la marca Espanya. L'acudit va ser molt criticat per la seva falta de sensibilitat i oportunisme polític i va ser ràpidament retirat pel diari. En 2012 va ser un dels professionals de la cultura que va donar suport a l'Assemblea Nacional Catalana.
El juny de 2018 es jubila després de 40 anys de ninotaire al llavors El Punt.

## Obra
- En JAP, canal gràfic al diari El Punt Avui.
- Maria Àngels Gardella i Quer, Un armariet, un cofre i un diari, premi de la Crítica Serra d'Or per les il·lustracions d'en JAP[7]
- Maria Àngels Gardella i Quer, L'estel passerell, conte il·lustrat i escenificat amb motius d'en JAP, i interpretat per l'Orquestra de Cambra de l'Empordà.
- «Catàleg de les obres il·lustrades per en JAP», xarxa de les biblioteques d'Andorra